# Frankton (Warwickshire)
Pour les articles homonymes, voir Frankton.
Frankton est un village du Warwickshire, en Angleterre. Il est situé dans l'est du comté, à une dizaine de kilomètres au sud-ouest de la ville de Rugby. Administrativement, il relève du borough de Rugby.

## Toponymie
Frankton est un toponyme d'origine vieil-anglaise. Il fait référence à une ferme (tūn) appartenant à un homme nommé Franca. Il est attesté sous la forme Franchetone dans le Domesday Book, compilé en 1086. Selon W. H. Duignan, le premier nom de la ville, Franchtone, dérive de l'anglo-saxon Franca ou Franco (le nom du premier colon, probablement dérivé du nom des Francs) et de -tun, ce qui en fait soit "La ville de Franca" ou "la ville des Francs"
.

## Démographie
Au recensement de 2011, la paroisse civile de Frankton comptait 351 habitants. En 2021 la population était passée à 382.

## Localisation et histoire
Frankton est situé à environ six miles au sud-ouest de Rugby, à côté de la route B4453 reliant Rugby et Princethorpe. Le village se dresse sur une colline à environ 110 mètres au-dessus du niveau de la mer. Il y a des maisons allant du XVIIIe siècle aux bâtiments modernes, ainsi qu'un pub. L'église Saint-Nicolas se trouve à l'extrémité ouest du village, dont les premières parties datent du XIIIe siècle. Il s'agit d'un bâtiment classé Grade II*.

## Galerie

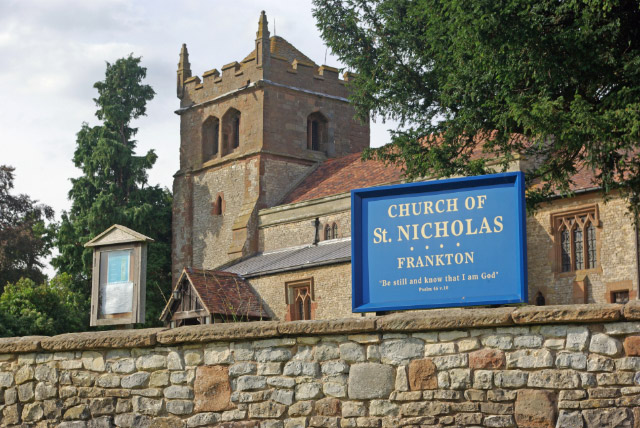
Eglise Saint-Nicolas.
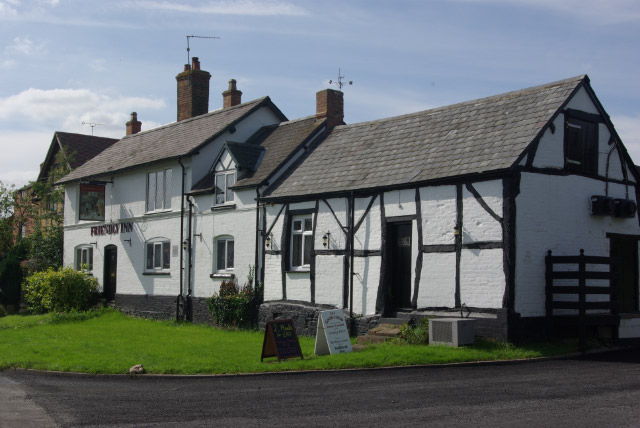
Friendly Inn.
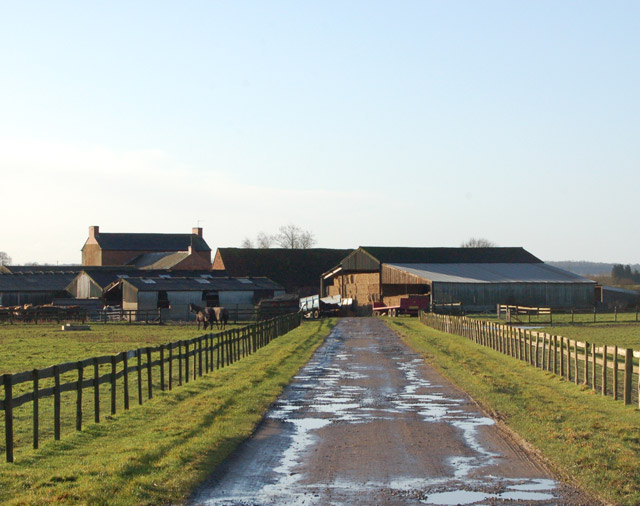
Ferme.